# Кінотеатри України
Українські кінотеатри — кінотеатри, що розташовані на території України. Станом на 2019 рік за даними MBR в Україні налічується 191 кінотеатр, в яких розміщено 580 екранів (англ. screens). Показово, що починаючи з 2007 року більшість нових кінотеатрів — це багатозальні мультиплекси, що розташовані на території великих торгових центрів.
Але як зізнається видання MBR статистичні дані про кількості кінотеатрів в Україні дуже відносні: кінодистрибутори ведуть власний підрахунок залів, деякі мережі – свій, демонстратори в маленьких містах – свій, і навіть у Спілці кінотеатрів не можуть назвати точну кількість майданчиків, позаяк єдиної бази кінотеатрів і залів у країні немає.

## Кількість кіно-екранів в Україні
Кількість кіноекранів України
| Рік  | Кількість кінотеатрів | Кількість кіно-екранів | Приріст к-сті екранів |
| ---- | --------------------- | ---------------------- | --------------------- |
| 2013 | 186                   | 443                    | -                     |
| 2014 | 181                   | 446                    | +3                    |
| 2015 | 169                   | 464                    | +21                   |
| 2016 | 189                   | 487                    | +23                   |
| 2017 | 186                   | 514                    | +27                   |
| 2018 | 188                   | 531                    | +17                   |
| 2019 | 191                   | 580                    | +49                   |